# أبيودون بارووا
أبيودون بارووا (بالإنجليزية: Abiodun Baruwa)‏ (مواليد 16 نوفمبر 1974) هو لاعب كرة قدم. يلعب مع منتخب نيجيريا لكرة القدم. سبق له أن لعب في كأس العالم لكرة القدم مع منتخب بلاده.

## الروابط الخارجية
- أبيودون بارووا على موقع الاتحاد الدولي (مؤرشف)  (الإنجليزية)
- أبيودون بارووا على موقع قاعدة بيانات كرة القدم.إي يو (الإنجليزية)
- أبيودون بارووا على موقع ناشيونال فوتبول تيمز (الإنجليزية)
- أبيودون بارووا على موقع أوليمبيديا (الإنجليزية)